# Primer gobierno de Hugo Chávez
El primer gobierno de Hugo Chávez (1999-2001) se inició tras su victoria en las elecciones presidenciales de 1998 con el Movimiento V República, sucediendo a Rafael Caldera. Chávez asumió el poder el 2 de febrero de 1999, siendo el primer presidente de origen militar desde Wolfgang Larrazábal.  
A nivel legislativo, Chávez gobernó con minoría parlamentaria en el Congreso al asumir su gobierno con el MVR como la segunda fuerza, seguida de Acción Democrática (AD). Como parte de sus promesas electorales, se convocó a una Asamblea Nacional Constituyente (ANC) en 1999, que resultó electa con mayoría absoluta de 121 de 131 escaños con el Polo Patriótico oficialista. Tras chocar con la oposición en el Congreso, la ANC lideró la disolución el Congreso, transformándose temporalmente en un parlamento de facto, y después reemplazando el poder legislativo por la Comisión Legislativa Nacional, y luego la Asamblea Nacional. La ANC redactó una nueva constitución, donde se le cambió el nombre al país a su nombre actual «República Bolivariana de Venezuela».  
A nivel judicial, hubo choques entre el gobierno, representado por la ANC y la Corte Suprema de Justicia (CSJ) que terminó en la disolución de la CSJ, donde la ANC se atribuyó sus facultades, lo que fue denunciado por la presidenta de la Corte, Cecilia Sosa, dando como resultado el actual Tribunal Supremo de Justicia (TSJ).  
A nivel de defensa, se prohibió el reclutamiento forzoso y se incluyeron a las mujeres en las Fuerzas Armadas. Una parte del chavismo estaba integrada por exmilitares que habían participado en el intento de golpe de Estado a Carlos Andrés Pérez del 4 de febrero de 1992 y comenzó a ocupar altos cargos, comenzando por Chávez, acabando una tendencia de cuarenta años de presidentes civiles.  
Respecto a su política electoral, se aprobó la nueva constitución por voto popular, donde se extendió el mandato presidencial de cinco a seis años y se habilitó la reelección de dicho cargo, a la vez que se le dio voto a los militares. Tras esto se hicieron «megaelecciones» presidenciales, regionales y parlamentarias para «relegitimar todos los poderes», donde Chávez fue reelecto hasta 2006.
La política en medios de comunicación de Chávez estuvo marcada por el comienzo del programa televisivo de Chávez, Aló Presidente.
A nivel medioambiental ocurrió la tragedia de Vargas en 1999.

## Antecedentes

### 4F
El primer intento de golpe de Estado en Venezuela de 1992 (autodenominada Operación Zamora y también conocido como 4F) fue llevado a cabo por un grupo de militares el martes 4 de febrero de ese año contra el entonces presidente Carlos Andrés Pérez. La cifra oficial es de 32 fallecidos.
La rebelión estalló en Caracas, Maracaibo, Valencia y Maracay y secuestraron al gobernador del Zulia, Oswaldo Álvarez Paz. El intento golpista no logró sus objetivos y los rebeldes se rindieron. Entre los oficiales rebeldes que comandaron esta maniobra se encontraban, principalmente, cinco tenientes coroneles del ejército: Hugo Chávez Frías, Francisco Arias Cárdenas, Yoel Acosta Chirinos, Jesús Miguel Ortiz Contreras y Jesús Urdaneta.

### Detención de Chávez

#### ¿Y cómo salir del laberinto?
¿Y cómo salir del laberinto? es un documento coescrito por Hugo Chávez y el Movimiento Bolivariano Revolucionario (MBR-200), publicado en 1992, donde proponía una transición política democrática a la sociedad del país en aquel entonces que reemplazara al gobierno de Carlos Andrés Pérez y conformara una Asamblea Nacional Constituyente.

## Campaña presidencial
El 15 de marzo de 2002 el banco español BBVA publicó un informe donde se describían dos pagos realizados en diciembre de 1998 y julio de 1999 al partido Movimiento V República para la campaña de Hugo Chávez por millón y medio de dólares. José Ignacio Goirigolzarri, director general del área de Banca del BBVA en América, declaró al juez Baltasar Garzón que el presidente ejecutivo del Banco Provincial de Venezuela, Juan Carlos Zorrilla, le hizo saber que la directiva de la campaña de Chávez le había pedido financiamiento a empresas con presencia en el país, entre esas, dicho banco.
En el libro The Silence and the Scorpion: The Coup against Chávez and the Making of Modern Venezuela de Brian A. Nelson se describe que la campaña presidencial de Chávez fue financiada por el empresario Gustavo Cisneros.

## Asunción
Chávez declaró en su asunción, el 9 de febrero de 1999:

Juro delante de Dios, de la Patria y de mi pueblo que sobre esta moribunda Constitución haré cumplir e impulsaré las transformaciones democráticas necesarias para que la República tenga una Carta Magna adecuada a los nuevos tiempos.

Después del acto en el Capitolio Federal, sede del Congreso de la República se dirigió al Palacio de Miraflores acompañado por un grupo de simpatizantes. 

## Gabinete
- Ministro de Relaciones Exteriores : José Vicente Rangel (1999-2001)
- Ministro de Interior y Justicia: Luis Miquilena (1999-2002)
- Ministro de Energía: Alí Rodríguez Araque (1999-2000)
- Ministro de Planificación: Jorge Giordani (1999-2000)
- Ministro de Defensa: Raúl Salazar (1999-2000) - Liliana Verenzuela (2000-2001) José Vicente Rangel (2001-2002)[20]

## Política nacional

### Política legislativa

#### Asamblea Nacional Constituyente de 1999

Composición de la Asamblea Nacional Constituyente de 1999: en rojo los miembros del Polo Patriótico, afín a Chávez.

El 25 de abril de ese año se celebra un referéndum, que fue aprobado por más del 81% de la votación estuvieron de acuerdo en convocar una Asamblea Constituyente y con una abstención del 62,35%. 
El 25 de julio se realizan las elecciones para los integrantes de la Asamblea Nacional Constituyente. El Polo Patriótico obtuvo 121 escaños mientras que la oposición sólo obtuvo 7. El 3 de agosto, dicha Asamblea inicia sus sesiones; entre sus integrantes se encuentra su esposa, la primera dama Marisabel Rodríguez.
El 20 de noviembre la Asamblea termina el proyecto de la Constitución de Venezuela de 1999.

#### Disolución del Congreso
La disolución del Congreso Nacional fue una serie de eventos políticos y judiciales sucedidos en Venezuela tras una crisis política entre el Congreso y la Asamblea Nacional Constituyente (ANC) electa en 1999. El Congreso bicameral fue reemplazado de forma indirecta por la ANC a finales de agosto de 1999, y luego de manera directa por la Comisión Legislativa Nacional (CLN) a partir de febrero del 2000, hasta su sustitución por parte de la unicameral Asamblea Nacional (AN) en agosto de ese año.
La ANC estaba controlada por el Polo Patriótico afín al presidente Hugo Chávez, mientras que el Congreso era de mayoría adeca y copeyana, partidos tradicionales hasta entonces. Aunque el reemplazo del Congreso por la AN estaba anunciado, la transición derivó en una ruptura histórica y política tras la ingobernabilidad suscitada en 1999 debido a los desencuentros entre el oficialismo y la oposición, sumado junto a la disolución de la Corte Suprema de Justicia y su transformación en el Tribunal Supremo de Justicia (TSJ), opuesta también a la política legislativa y judicial liderada por Chávez.
La disolución se dio en dos fases: con decretos en 1999 donde la ANC despojó al Congreso de la mayoría de su poder político, impidiendo sesionar a los congresistas, y con la disolución oficial del órgano, al año siguiente. Tuvo un fuerte significado simbólico e inició un período de un año donde el Polo Patriótico, liderado por el Movimiento V República (MVR), tuvo el control de los tres poderes principales del Estado: el Ejecutivo, el Legislativo y el Judicial, hasta las elecciones parlamentarias en el 2000, un cambio total en la política bipartidista establecida desde el segundo gobierno de Rómulo Betancourt a partir de 1959; también se hicieron amplias reformas en el Estado y la crisis de gobernabilidad finalizó tras la concentración del poder legislativo en un solo poder nuevamente.

#### Constitución de 1999
Chávez declaró en su asunción presidencial:

Juro delante de Dios, de la Patria y de mi pueblo que sobre esta moribunda Constitución haré cumplir e impulsaré las transformaciones democráticas necesarias para que la República tenga una Carta Magna adecuada a los nuevos tiempos.

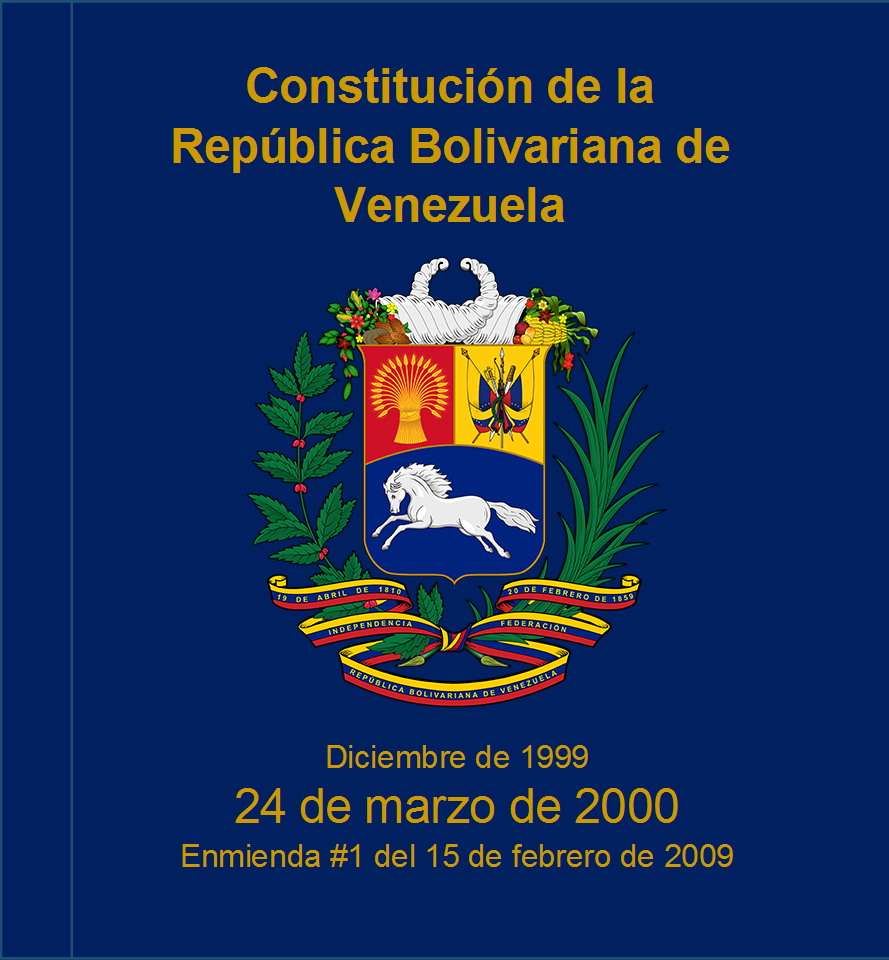
Constitución de la República Bolivariana de Venezuela

El 15 de diciembre se realizó el referéndum. El 70% de los sufragantes aprobó la nueva constitución (con un 55.62% de abstención), lo que se dio inicio a la nueva constitución.

##### RepúblicaBolivarianade Venezuela
Una de las propuestas de Hugo Chávez fue cambiar el nombre de «República de Venezuela» a «República Bolivariana de Venezuela» en honor a Simón Bolívar, lo que inicialmente había sido descartado en agosto de 1999 en la ANC. El constituyente Eliécer Otaiza declaró en el hemiciclo al respecto, en noviembre de 1999: «Esto para nosotros es un proyecto revolucionario importante y es la bandera, quizás la más significativa de nuestro proyecto». Finalmente, el cambio fue aprobado en noviembre de ese año.

### Política judicial
El 17 de agosto, la Asamblea Nacional Constituyente declaró en Emergencia la Corte Suprema de Justicia y creó una comisión encargada de investigar el desempeño de los magistrados de la CSJ, del Consejo de la Judicatura, y se expuso aproximadamente a 1200 jueces nacionales, antes de proceder a su despido. La presidenta de la Corte Suprema de Justicia de Venezuela, Cecilia Sosa, renunció a su cargo y denuncia el fin del Estado de Derecho. Así comienza la disolución de la Corte Suprema de Justicia de Venezuela.

### Política de defensa
La constitución de 1999 estableció en el artículo 134 la posibilidad de sustituir el servicio militar obligatorio por un servicio civil. También se prohibió explícitamente el reclutamiento forzoso y se garantizaba la objeción de conciencia. En la constitución se leía que «toda persona, de conformidad con la ley, tiene el deber de prestar los servicios civil o militar necesarios para la defensa, preservación y desarrollo del país, o para hacer frente a situaciones de calamidad pública. Nadie puede ser sometido a reclutamiento forzoso».
A pesar de estos avances se denunció que la creciente influencia militarista en el gobierno, que pregonaba una «unión cívico militar», provocaría intentos para tratar de eliminar estas conquistas. En 1999 por medio de una resolución entre el ministerio de la defensa y el de educación se ratificó la implementación de la instrucción premilitar para los dos últimos años de la educación secundaria.
En junio de 2000 se anunció que las mujeres serían autorizadas para integrar el ejército venezolano.

### Política económica
En noviembre de 1999 se creó el Banco del Pueblo y meses después se inauguraron el Fondo de Desarrollo Microfinanciero y el Banco de la Mujer.

#### Índices económicos

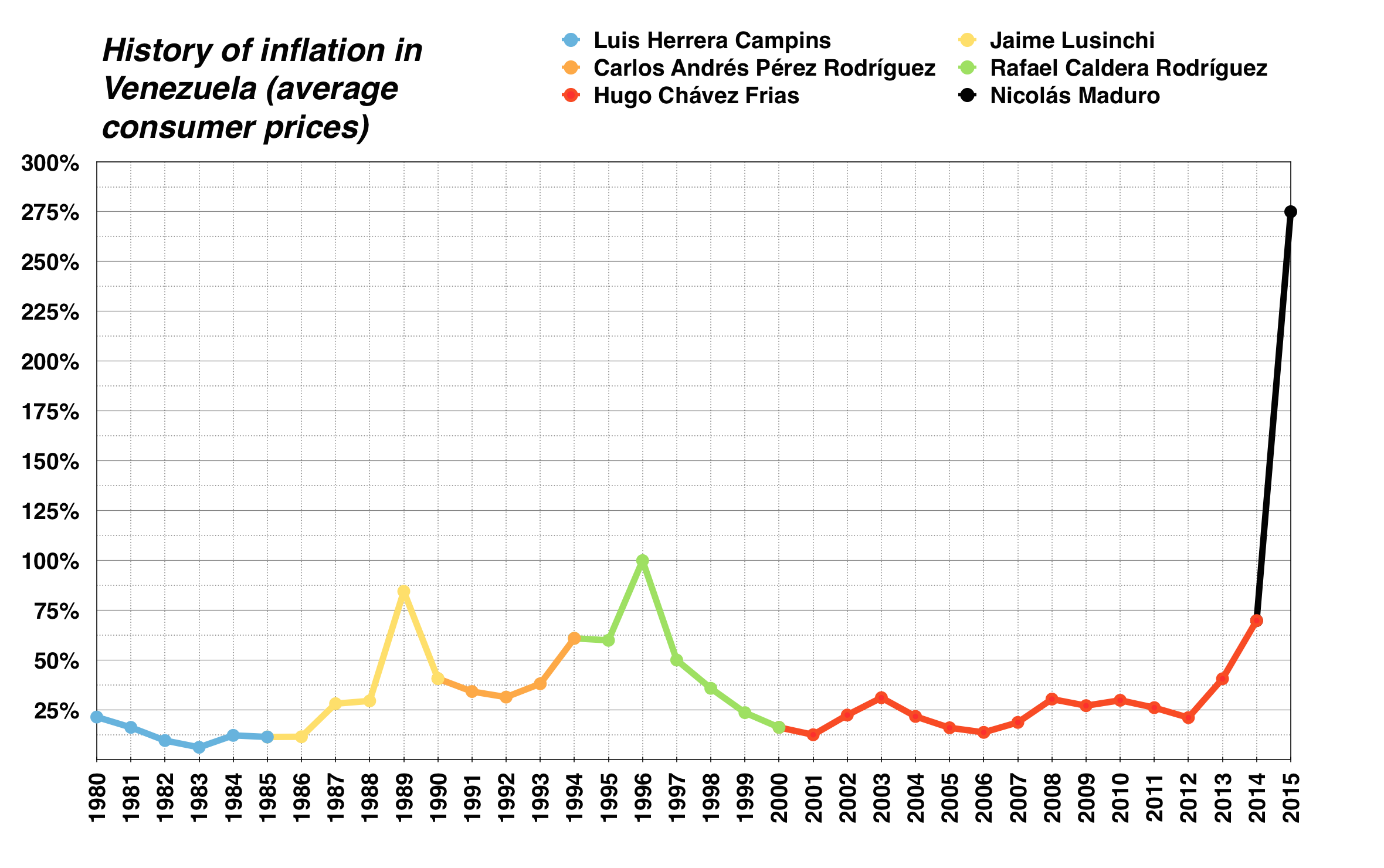
Inflación durante el gobierno de Chávez en color rojo.

En 1999 la deuda externa de Venezuela fue del 6,5̥% de su PIB.
| Inflación | Inflación | Ref.   |
| --------- | --------- | ------ |
| 1999      | 23.3%     | [ 35 ] |
| 2000      | 16,2%     | [ 35 ] |

| Pobreza | Pobreza |
| ------- | ------- |
| 1999    | 43%     |
| 2000    | 42%     |

| Crecimiento del PIB | Crecimiento del PIB | Ref.   |
| ------------------- | ------------------- | ------ |
| 1999                | -6%                 | [ 36 ] |
| 2000                | 3,7%                | [ 36 ] |

### Política electoral

Composición del Senado (1998-2000): en rojo claro el MVR, partido oficialista.

Composición de la Cámara de Diputados (1998-2000).

#### Megaelecciones
En julio de 2000, ya con una nueva Constitución, se realizan las elecciones para «relegitimar todos los poderes». Chávez ganó con el 59,76 % de los votos. El Centro Carter monitoreó las elecciones; su reporte dijo que, debido a la falta de transparencia, la percepción de parcialidad en el Consejo Nacional Electoral (CNE), y la presión política del gobierno de Chávez que resultó en elecciones adelantadas, le resultó imposible validar los resultados oficiales del CNE. Sin embargo, concluyeron que la elección presidencial legítimamente expresaba la voluntad de la gente.

### Política en salud

#### Plan Bolívar 2000
El 27 de febrero de 1999, fue lanzado el Plan Bolívar 2000, la primera de las Misiones Bolivarianas. El programa incluyó a alrededor de 40 000 soldados venezolanos que se involucraron en actividades en contra de la pobreza, como jornadas masivas de vacunación, dirigido por Víctor Cruz Weffer. Con esto, Chávez quería enviar el mensaje de que los militares no eran una fuerza de represión popular,  sino una de desarrollo y de seguridad. A pesar del aparente éxito diversos escándalos afectaron el programa debido a que hubo cantidades significativas de dinero que fueron desviadas. Este fue el primer gran escándalo de corrupción del gobierno.[cita requerida]

### Política laboral

#### Conflicto con los sindicatos
Luego Chávez impulsó el referéndum sindical en 2000 con el fin de consultar a la población sobre la conveniencia o no de renovar la cúpula de los dirigentes de los trabajadores del país. Este referéndum fue aprobado por la mayoría de los electores que participaron en la consulta, con más del 62% de los votos, aunque solo hubo 23,5% de participación.[cita requerida]

### Política en educación

#### Decreto 1011
El Decreto Presidencial 1011, fue un decreto presidencial de octubre de 2000 en Venezuela promovido por el presidente Hugo Chávez cuyo texto modificaba parcialmente el Reglamento del Ejercicio de la Profesión Docente, al crearse una nueva figura administrativa, la de los supervisores itinerantes. El decreto fue muy polémico y generó el primer movimiento opositor fuerte en contra del presidente Chávez que movilizó a decenas de miles de personas de la sociedad civil durante el resto del año 2000 a protestar contra el decreto bajo el lema “con mis hijos no te metas”. A pesar de la insistencia con la implementación del decreto, no pudo ser puesto en práctica debido a la oposición y las críticas de la sociedad civil.

### Política en medios de comunicación
El 23 de mayo Chávez inició su programa televisivo «Aló Presidente».

### Política medioambiental

#### Tragedia de Vargas

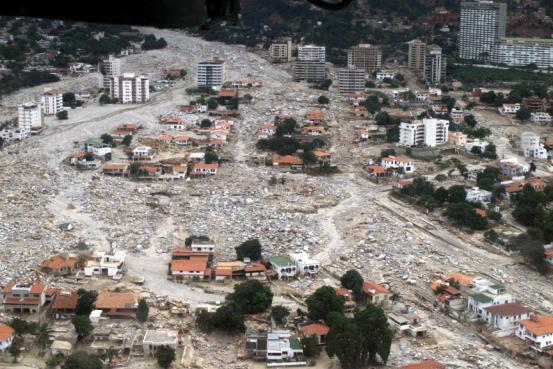
Caraballeda después de la tragedia de Vargas.

Ese mismo 15 de diciembre de 1999 sucedió la primera crisis que Chávez debió enfrentar. Debido a las fuertes lluvias en el centro que no habían parado desde hacía semanas, comenzaron un conjunto de deslaves, corrimientos de tierra e inundaciones en el estado Vargas. A esto se le conoció como la Tragedia de Vargas; el saldo de víctimas fue de miles y la destrucción de La Guiara fue total, ante esto, Chávez envió un mensaje al país en Cadena nacional de radio y televisión. Diversos países de todo el mundo mostraron su solidaridad y prestaron ayuda. 
Chávez rechazó el envío de 2 navíos estadounidenses que transportaban 450 ingenieros de la armada y los Marines, así como tractores, bulldozers y maquinaria de ingeniería. Chávez alegó que Venezuela no necesitaba personal adicional, dinero o equipo, sin embargo aceptó la ayuda de los demás países. Hubo críticas hacia Chávez por «politizar la ayuda humanitaria».

## Política exterior

### China
El 12 de octubre, Chávez visitó Pekín para estrechar mejores relaciones con China mientras las relaciones con Estados Unidos se deterioraban.

### Cuba
Antes de asumir, el 17 de enero de 1999, Chávez visitó Cuba.[cita requerida] El 26 de octubre, Fidel Castro llegó a Venezuela en visita oficial. El viernes, Castro dio un discurso ante la Asamblea Nacional, evento que fue boicoteado por los parlamentarios opositores. El 30 de octubre Venezuela y Cuba firmaron el Convenio Integral de Cooperación. Un elemento controvertido contenido en este acuerdo fue el pago parcial de la factura con bienes y servicios, como asesorías en deportes, medicinas y agricultura. Por esta razón se acusó al presidente Chávez que el Acuerdo de Caracas era un simple pretexto para ayudar a Cuba y de querer regalarle los recursos del país a la isla.

### Estados Unidos
El Departamento de Estado norteamericano declaró en 1999 ver con «preocupación» el enfrentamiento entre el Congreso y la ANC.

### Organismos internacionales

#### OPEP
En agosto de 2000 Chávez visitó varios países de la Organización de Países Exportadores de Petróleo y se entrevistó con Sadam Huseín en Bagdad el 10 de agosto.

#### Acuerdo energético de Caracas
El 19 de octubre de 2000 suscribió el Acuerdo energético de Caracas con 10 países de Centroamérica y El Caribe, en el cual Venezuela vendería petróleo bajo condiciones preferenciales de pago.

## Oposición
Según Provea, entre octubre de 1999 y septiembre del 2000, hubo 1263 protestas en Venezuela.

## Repercusión histórica y análisis
El expresidente Carlos Andrés Pérez declaró en agosto de 1999: «Estamos frente a un gobierno militar que va a ir anulando totalmente las grandes conquistas del pueblo venezolano», aclarando y pronosticando: «No soy yo animador de golpes, ni de actitudes violentas, pero esto es evidente que va a pasar», y comparando: «Esto se parece mucho a lo que hizo Velasco Alvarado en Perú». Para CAP, sin embargo, Rafael Caldera era «el responsable absoluto y total de la situación que está viviendo Venezuela. Eso lo digo con una absoluta tranquilidad y con la seguridad de que no estoy exagerando».